# Manolis Glezos
Manolis Glezos (grekiska: Μανώλης Γλέζος), född 9 september 1922 i Apeiranthos på Naxos, död 30 mars 2020 i Aten, var en grekisk motståndskämpe, journalist och politiker. Han är känd för sin motståndskamp under axelmakternas ockupation av Grekland 1941–1945, och var senare ledamot av Europaparlamentet två gånger; 1984–1985 och 2014–2015. Glezos var också ledamot av det Hellenska parlamentet ett flertal gånger.

## Biografi

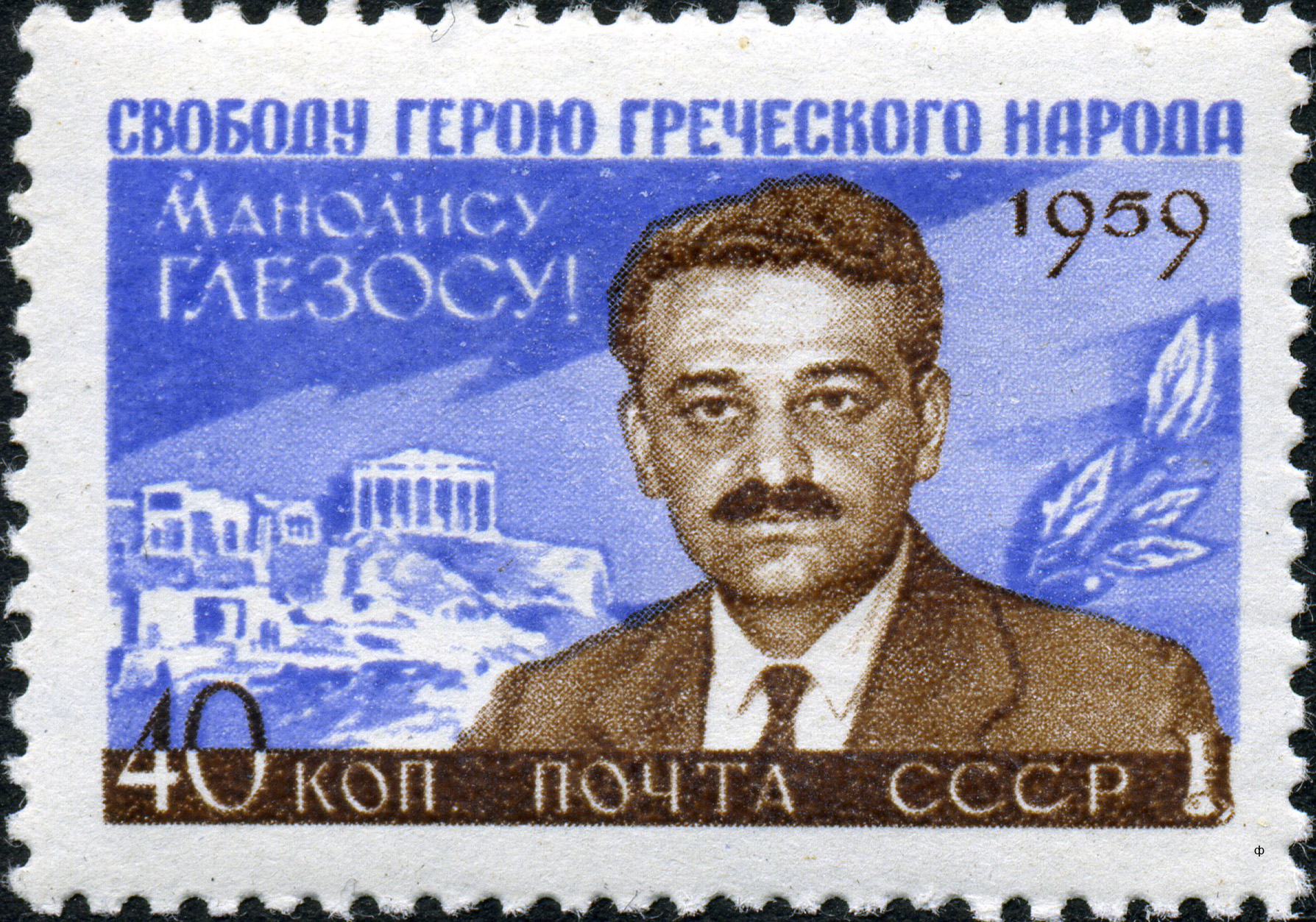
Glezos på ett sovjetiskt frimärke från 1959.

Tillsammans med sin familj flyttade Glezos till Aten 1935, och innan andra världskriget var han aktiv i kampen mot den fascistiske diktatorn Ioannis Metaxas. Efter Axelmakternas invasion och ockupation av landet 1941 anslöt sig Glezos till motståndsrörelsen, och den 30 maj 1941 slet han, tillsammans med antifascisten Apostolos Santas, ned den hakkorsflagga som Nazitysklands styrkor hade hissat vid Akropolis i Aten och hissade istället den grekiska flaggan. Glezos greps av den tyska ockupationsmakten för första gången den 24 mars 1942 och utsattes för tortyr, varpå han insjuknade i tuberkulos. Han arresterades igen den 21 april 1943, denna gång av den italienska ockupationsmakten, och tillbringade tre månader i fängelse. Den 7 februari 1944 blev Glezos åter gripen, denna gång av grekiska kollaboratörer, och hölls fängslad i nästan sju och en halv månad innan han lyckades rymma den 21 september samma år. 
Under det grekiska inbördeskriget ställdes Glezos den 3 mars 1948 inför rätta av den antikommunistiska regim som då styrde landet, på grund av sin politiska övertygelse. Han dömdes till döden flera gånger, men efter starka internationella påtryckningar från bland andra Charles de Gaulle och Jean-Paul Sartre omvandlades dödsstraffet till ett livstidsstraff 1950. Trots att han satt fängslad invaldes Glezos 1951 i det Hellenska parlamentet för Förenade demokratiska vänstern (EDA). Efter en hungerstrejk frigavs Glezos den 16 juli 1954.
Den 5 december 1958 arresterades Glezos ännu en gång och anklagades för spioneri, en vanlig anklagelse mot grekiska vänsteraktivister under det kalla kriget. 1961 omvaldes Glezos till det Hellenska parlamentet för EDA, och den 15 december 1962 blev han åter frigiven. Efter statskuppen i Grekland 1967 greps han samma år av den militärjunta som tog makten, och tillbringade ytterligare fyra år i fängelse innan han frikändes 1971. 
Efter juntans fall 1974 var Glezos åter aktiv inom EDA. 1981 och 1985 valdes han åter in i det Hellenska parlamentet för PASOK, och mellan 1984 och 1985 representerade han PASOK i Europaparlamentet. 1986 lämnade Glezos det Hellenska parlamentet för att ägna sig åt gräsrotsaktivism. 1997–1998 och 1998–1999 var han borgmästare i sin hemkommun Apeiranthos.
I parlamentsvalet 2012 valdes Glezos åter in i det Hellenska parlamentet, denna gång för SYRIZA. 91 år gammal valdes Glezos in i Europaparlamentet för SYRIZA i Europaparlamentsvalet 2014, och blev därmed den äldste personen som valts in i parlamentet; han representerade SYRIZA i Europaparlamentet fram till den 8 juli 2015, då han avgick i protest mot vad han ansåg var den SYRIZA-ledda regeringens alltför passiva politik gentemot EU och den åtstramningspolitik Grekland utsatts för i kölvattnet av den grekiska skuldkrisen.
Glezos var även aktiv som journalist från 1942, och på 1950-talet var han redaktör för tidningarna Rizospatsis ('Radikalen') och I Avgi ('Gryningen'). Han publicerade även ett flertal böcker, och hade vid sidan av sitt politiska arbete utvecklat ett system för att motverka översvämningar och erosion. 
1958 tilldelades Glezos Internationella journalistpriset, 1959 Joliot-Curies guldmedalj av Världsfredsrådet, 1963 Lenins fredspris och 1997 Storkorset av Fenixorden. För sina insatser för demokrati, geologi och lingvistik i Grekland utnämndes Glezos till hedersdoktor vid bland annat Aristotelesuniversitetet i Thessaloniki och Atens universitet.